# 川中村 (愛知県)
川中村（かわなかむら）は、かつて愛知県西春日井郡にあった村。
名古屋市北区のほぼ川中町、福徳町、成願寺、成願寺町、中切町、米が瀬町に該当する。
村名は、当時この地域が庄内川と矢田川に挟まれていたことに由来する。

## 概要
川中村は1889年（明治22年）、いわゆる明治の大合併の際に西春日井郡成願寺村・下中切村・福徳村の3村が合併して成立した村である。この3村は北側を流れる庄内川と南側を流れる矢田川に挟まれた中州に存在しており、その地形は村名の由来ともなった。
両河川は土砂の堆積や度重なる洪水により川底が次第に高くなり、それに伴って堤防もどんどん高くなっていき、結果として堤防上に住居を置く事態となっていたという。
洪水を防ぐために愛知県当局は矢田川の流路を変更することとし、1930年（昭和5年）に県参事会において失業救済事業としてこれを行うことと決した。しかし、行政執行法適用への反発や移転先が不明確であること、土地の買収額の増額要求など、住民が不満を示したため、協議の結果、耕地整理により事業を進めることとなった。改修事業は地元住民や失業者を動員し、毎日1500人が働いていたとされる。事業は2年後の1932年（昭和7年）に完成を迎えた。
流路変更により矢田川を挟んで隣り合っていた萩野村と地続きとなり、1933年（昭和8年）に同村に吸収されるに至った。
1928年（昭和3年）には愛知県下では初となる地方競馬場が設置された。これは名古屋競馬協会なる団体によるもので、スタンドの収容人数は2万5000人、周囲1マイルという規模だったというが、前述の河川改修工事に伴いわずか2年で廃止されてしまったという。

## 沿革
- 江戸時代末期、この地域は尾張国春日井郡であり、尾張藩領であった[要出典]。
- 1880年（明治13年）2月5日 - 春日井郡が東春日井郡と西春日井郡に分割される[12]。この地域は西春日井郡となる[13]。
- 1889年（明治22年）10月1日 - 成願寺村、中切村、福徳村が合併し、川中村となる[2]。
- 1933年（昭和8年）4月1日 - 萩野村に編入される[1]。
- 1937年（昭和12年）3月1日 - 名古屋市西区に編入される[14]。
- 1944年（昭和19年）2月11日 - 北区が新設され、旧・萩野村は北区の一部となる[14]。

## 人口
川中村域に相当する地域の人口
| 1876年（明治9年）12月     | 701人   |  |
| 1921年（大正10年）        | 773人   |  |
| 1930年（昭和5年）10月1日  | 859人   |  |
| 2010年（平成22年）10月1日 | 9,831人 |  |

## 神社・仏閣
- 神明社（大字下中切字石原674番地）[18]
- 六所社（大字成願寺字西浦386番地）[18]
- 天神社（大字下中切字石原786番地）[19]
- 成願寺（大字成願寺字西浦382番地）[20]

## 教育
川中村の村域の学校としては、1892年（明治25年）に安井尋常小学校から分かれた川中尋常小学校があったが、1908年（明治41年）には城北尋常小学校に統合された。

## 警察
村内に警察署および派出所はなく、隣接する楠村大字味鋺に所在する西枇杷島警察署楠村味鋺巡査駐在所の管轄であった。

## 交通
- 西春日井郡道西枇杷島川中線

川中村と西枇杷島町を結ぶ郡道。

## 特産品
竹が多く生えており、産額としては大きくはなかったがタケノコがよく採れたという。柔らかく、味も良かったという。

## 地名
川中村は前述の通り、福徳・下中切・成願寺の各村により成立したため、同村に由来する大字福徳・下中切・成願寺が置かれていた。字は大字福徳に色田・八反田・寄町・長直・広瀬嶋・苗代田・水落・溝向・戸太夫・孫六・七合の11字、大字下中切に初ノ坪・塚坪・犬山・西裏・石原・野間・新田の7字、大字成願寺に米ヶ瀬・北野・西浦・寺西・申松・猿塚・諸士上リ・方済・八反田・北方寺の10字があった。

## 競馬場
前述の通り、川中村大字福徳に競馬場が所在した。1927年（昭和2年）12月28日に設置が許可され、翌年4月14日に竣工を迎えている。7000人収容のスタンド、1マイルのコースを備え、設計図上の面積は12万4800坪に及んだという。レースは早速同年4月23日から行われ、それ以降毎年春秋に開催されたものの、1930年（昭和5年）9月13日には廃止されることとなった。これは、競馬場の所在地が治水工事の実施に伴い、堤防地となることが決まったためであり、競馬場の機能は稲永新田に移された。したがって、この競馬場ではたった6回しかレースが開催されていないことになる。